# カンテら!
『カンテら!』は、ラジオ単営局のラジオ大阪で2021年3月30日から2022年3月30日まで毎週火曜日・水曜日の3:00 - 4:00（月曜日・火曜日の27:00  - 28:00）に放送されていたトーク番組。『カンテら!』という番組タイトルは、「カンテレ」（テレビ単営局である関西テレビ放送の通称）のアナウンサーら（現職アナウンサーから基本として2名）が、日替わりでパーソナリティを務めるラジオ番組であることに由来している。

## 概要
ラジオ放送事業を保有していない関西テレビ（KTV）の現職アナウンサーから、基本として2名が日替わりでパーソナリティを担当するラジオ番組。パーソナリティは、自身の持ち味を生かしたコーナー（詳細後述）を受け持っていたほか、担当回の構成や選曲などにも携わっていた。
番組のスタートに際しては、パーソナリティを担当するアナウンサーが、テレビカメラの前では見せない素顔をトークでさらけ出すことを想定。生放送ではないものの、ラジオならではの双方向性を生かしながら、リスナーから届いたメッセージも紹介していた。
その一方で、「カンテレトピックス」（パーソナリティを含むKTVアナウンサーのこぼれ話や局内でありがちな話をニュース風に紹介するコーナー）を毎回編成。番組専用のメールアドレスやtwitter上の公式アカウントで、リスナーからの投稿や楽曲のリクエストを受け付けていた。さらに、KTV関連のノベルティ・グッズを、希望者から抽選で若干名に進呈した。

### 番組開始までの経緯
ラジオ大阪（OBC）も関西テレビ（KTV）も、前田久吉（産業経済新聞社・大阪新聞社などの創業者）が設立に関与。1976年度には、前田の意向から、両局の間で現職アナウンサーの相互交流（番組出向）企画が実施された。この企画にKTVから参加したアナウンサーが、当時「征平の挑戦」（同局制作・フジテレビ系列の全国ネット番組『ハイ!土曜日です』内の体当たりロケシリーズ）で名が知られていた桑原征平で、OBC平日午後の看板番組だった『みんなでみんなでリクエスト バンザイ!歌謡曲』火曜分のパーソナリティを浅川美智子（タレント・ジャズシンガー）とのコンビで1年間にわたって担当。担当終了後もKTVで2004年5月15日の定年退職までアナウンサー生活を全うした後に、フリーアナウンサーとして、朝日放送→朝日放送ラジオの複数の番組（『桑原征平粋も甘いも』『征平・吉弥の土曜も全開!!』など）で長年にわたってパーソナリティを務めている。
その一方で、OBCでは1969年5月6日から、毎週火 - 土曜日の3:00 - 5:00に『日野ミッドナイトグラフィティ 走れ!歌謡曲』（文化放送制作の生放送番組）の同時ネットを実施してきた。しかし、2021年3月27日（土曜日）放送分で終了することが決まったため、当該時間帯での番組編成を一新。『走れ!歌謡曲』の放送枠を引き継ぐ『ヴァイナル・ミュージック〜歌謡曲2.0〜』（3月30日スタート）の同時ネットを4時台に限定する一方で、3時台を自主編成枠へ転換したうえで、OBCからKTVへのオファーによって当番組のレギュラー放送が実現した。
OBCとKTVは、毎年4月に大阪市内で上方漫才大賞発表会を共催するとともに、ラジオとテレビで関西ローカル向けに生中継。両局の現職アナウンサーから各1名（2021年の第56回時点ではOBC：藤川貴央、KTV：関純子）が司会陣に加わっているほか、第40回（2005年）以降の発表会ではサイマル放送を実施している。ただし、KTVの現職アナウンサーがOBCでレギュラー番組を担当する事例は、前述した相互交流企画の終了（1977年3月）以来44年振り。KTVのアナウンサーだけが出演する番組が（OBCを含む）ラジオ局からレギュラーで放送される事例は、1958年11月22日のKTV開局以来初めてである。
放送開始時点のKTVアナウンス部長である大橋雄介によれば、OBCから企画の打診を受けたのは2020年の11月頃で、打診の直後から9人の部下（アナウンサー）がパーソナリティに名乗りを上げたという。大橋はパーソナリティにも名を連ねているが、部下のアナウンサーに向けて「『ラジオに1度は挑戦したい』と思っているアナウンサーは、（テレビ単営局のKTVにも）少なくない。（ラジオ大阪から）大きなチャンスをいただいたので、テレビでは決して出せないパーソナリティーを出し切ってもらいたい」とのエールを送っている。
また、アナウンス次長の豊田康雄は、「テレビ（単営局）のアナウンサーは『映像と映像の間の橋渡し役』を担っているため、『（自分を放送上）無色透明の存在にさせよう』といくう意識が先に立つ。OBCから当番組のパーソナリティを託されたことによって、ラジオ（単営）局（所属）のアナウンサーのように個性を（声だけで）大胆に出しながら、（自分たちの存在を）ラジオを通して視聴者に身近に感じていただけるチャンスをいただいた」とのコメントを寄せた。その豊田も、大橋とのコンビを中心に、パーソナリティを随時担当している（詳細後述）。ちなみに、OBCの現職アナウンサー（2021年度の時点では嘱託契約の原田年晴と正社員の藤川・和田麻実子）は、当番組の放送期間中にKTV制作の番組へ出向していない。

### 番組の終了
当番組には、前述したOBCの現職アナウンサーが全員、「ゲスト」としての出演を経験。2022年1月11日（火曜日）未明放送分では、OBCの藤川とKTVの豊田がコンビでパーソナリティを務めた。また、放送が回を重ねるにつれて、かつてKTVに在籍していたフリーアナウンサーや、東海テレビ放送（KTVと同じテレビ単営のフジテレビ系列加盟局）の現職アナウンサーも「ゲスト」に迎えるようになっていた（詳細後述）。
その一方で、OBCと株式会社DONUTS（動画コミュニティサービスの「ミクチャ」などを手掛けているIT企業）は、2021年10月8日付で資本業務提携を締結。DONUTSは、産経新聞社（フジサンケイグループの中核会社の1つ）が保有している大阪放送（OBCの正式な社名）株式の一部を同年7月30日付で取得することによって、大阪放送の筆頭株主にもなった。
OBCでは、産経新聞社から派遣される役員を引き続き受け入れながらも、2022年の4月に大規模な番組改編を実施することを計画。かつて平日の早朝にレギュラーで編成していた自社制作の報道系生ワイド番組を『藤川貴央のニュースでござる』、月 – 木曜日の22時 - 24時（翌日の0時）台に通年で編成していた報道系以外の生ワイド番組を『サクラバシ919』として復活させる一方で、平日深夜3時台の自主編成枠を1年で廃止することを決めた。このような事情から、当番組は同年3月30日（29日深夜）放送分で終了した。

### 終了後の主な動き
OBCは当番組終了の翌週（2022年4月5日未明）から、『ヴァイナル・ミュージック』シリーズのフルネットを実施。当番組に立ち上げから一貫して携わっていたディレクターの宇佐見健太は、当番組の終了を機に、『藤川貴央のニュースでござる』の初代プロデューサーへ異動した。ただし、OBCとKTVによる上方漫才大賞発表会の共催や、ラジオ・テレビでの同時生中継は2022年以降も継続。『ニュースでござる』では、藤川が夏季休暇を取得していた2022年の9月第1週に、当番組へ出演していたKTVの現職アナウンサーから堀田篤が3日間にわたってパーソナリティを代行した。
また、愛知県名古屋市東区東桜で本社屋を東海テレビと共用している東海ラジオ放送 （OBCと同じNRN単独加盟のラジオ単営局）では、当番組終了直後の2022年 4月2日から『ONE STYLE』（1980年代に日本で流行したポップスを紹介する音楽番組）を毎週土曜日の夕方 – 夜間帯（基本として17:00 - 20:00）に中京ローカルで生放送。東海テレビの現職アナウンサーにして、東海ラジオでも6年半にわたって『高井一 スイッチ・オン!』（週1回放送の事前収録番組）でパーソナリティを経験していた 高井一が毎週パーソナリティを務めるほか、毎月第4・5週には東海テレビから他のアナウンサーが週替わりでパーソナリティに加わっている。

## パーソナリティと企画
- パーソナリティを務めるアナウンサーは、特記しない限り、担当の時点で関西テレビの現職アナウンサー。
  - 関西テレビには2021年度に23名のアナウンサーが在職していたが、高橋真理恵は、当番組開始直前の2021年3月中旬から産前産後休暇を取得（放送期間中の同年5月に第一子を出産）。坂元龍斗[注 6]は、当番組の収録日（月曜日または金曜日）に『報道RUNNER』（平日夕方の関西ローカル向け報道・情報番組）のフィールドキャスターやメインキャスターを務めていた。このような事情から、実際には残りの21名とラジオ大阪の藤川がパーソナリティを分担していた。
  - 2021年度の関西テレビにおける現職アナウンサーのうち、当番組を開始するまでにラジオパーソナリティを経験していた人物は石田一洋（ラジオ・テレビ兼営局のRKB毎日放送から2014年4月に中途採用扱いで移籍したスポーツアナウンサー）だけだったが、当番組を主に収録していた月曜日に関西テレビで午後 - 深夜帯の定時ニュースを担当していたことなどから、当番組への出演は1回にとどまった。
- パーソナリティは自身の氏名・趣味・特技にちなんだ企画（冠企画）の企画から進行まで任されていたほか、パーソナリティとしてコンビを組むアナウンサー同士が、共通の趣味や話題をテーマに合同企画を立てることもあった。
- 放送上は中盤（3:30前後）に「カンテレトピックス」をはさんで冠企画を2本（合同企画の場合には前・後半の2部構成で）組んでいるため、以下のリストでは、冠企画の放送が早い順にパーソナリティの氏名を記載。

| 2021年の放送日     | パーソナリティ | 冠企画・ゲスト |
| ------------------ | -------------- | --- |
| 3月30日（火曜日）  | 豊田康雄       | 「いかすレコード天国!」                                                                                              |
| 3月30日（火曜日）  | 藤本景子       | 「あなたと私の青春ソング」                                                                                           |
| 3月31日（水曜日）  | 吉原功兼       | 「吉原功兼の『ばりあつ』スポーツ!」                                                                                  |
| 3月31日（水曜日）  | 堀田篤         | 「堀田篤の友達になって下さい」 スタジオゲスト：原田年晴（ラジオ大阪アナウンサー）                                    |
| 4月6日（火曜日）   | 林弘典         | 「1/3とは言わせない!全部分かって!SIAM SHADE」                                                                        |
| 4月6日（火曜日）   | 吉原功兼       | 「1/3とは言わせない!全部分かって!SIAM SHADE」                                                                        |
| 4月7日（水曜日）   | 藤本景子       | 「あなたと私の青春ソング」                                                                                           |
| 4月7日（水曜日）   | 関純子         | 「関純子のご昭和ねがいます」                                                                                         |
| 4月13日（火曜日）  | 豊田康雄       | 「50代の明日なき暴走～ろーとるアナのわがままアワー!!～」                                                             |
| 4月13日（火曜日）  | 大橋雄介       | 「50代の明日なき暴走～ろーとるアナのわがままアワー!!～」                                                             |
| 4月14日（水曜日）  | 堀田篤         | 「堀田篤の友達になって下さい」 スタジオゲスト：浅田麻実（ウエザーマップ所属の気象予報士）                            |
| 4月14日（水曜日）  | 服部優陽       | 「○○好き（まるまるずき）服部優陽 只今参上!」                                                                         |
| 4月20日（火曜日）  | 藤本景子       | 「あなたと私の青春ソング」                                                                                           |
| 4月20日（火曜日）  | 村西利恵       | 「大丈夫! 大丈夫・・・知らんけど」                                                                                   |
| 4月21日（水曜日）  | 若田部克彦     | 「若田部のスポーツ はやし立てます!!」                                                                                |
| 4月21日（水曜日）  | 林弘典         | 「若田部のスポーツ はやし立てます!!」                                                                                |
| 4月27日（火曜日）  | 豊田康雄       | 「いかすレコード天国!」                                                                                              |
| 4月27日（火曜日）  | 藤本景子       | 「あなたと私の青春ソング」                                                                                           |
| 4月28日（水曜日）  | 堀田篤         | 「堀田篤のこれほったけない」                                                                                         |
| 4月28日（水曜日）  | 林弘典         | 「あなたのお悩み、ハヤシが資格でまーるくまとめます!」                                                                |
| 5月4日（火曜日）   | 豊田康雄       | 「50代の明日なき暴走～ろーとるアナのわがままアワー!!～」 スタジオゲスト：井上知樹（ベーシスト）                      |
| 5月4日（火曜日）   | 大橋雄介       | 「50代の明日なき暴走～ろーとるアナのわがままアワー!!～」 スタジオゲスト：井上知樹（ベーシスト）                      |
| 5月5日（水曜日）   | 竹上萌奈       | 「あな・どら『極楽の湯』第1話」 （自身が脚本を手掛けた堀田主演のラジオドラマ）                                       |
| 5月5日（水曜日）   | 堀田篤         | 「堀田篤の友達になって下さい」 スタジオゲスト：藤川貴央（ラジオ大阪アナウンサー）                                    |
| 5月11日（火曜日）  | 関純子         | 「関純子のご昭和ねがいます」                                                                                         |
| 5月11日（火曜日）  | 豊田康雄       | 「いかすレコード天国!」                                                                                              |
| 5月12日（水曜日）  | 堀田篤         | 「堀田篤のこれほったけない」                                                                                         |
| 5月12日（水曜日）  | 服部優陽       | 「○○好き服部優陽 只今参上!」                                                                                         |
| 5月18日（火曜日）  | 藤本景子       | 「あなたと私の青春ソング」                                                                                           |
| 5月18日（火曜日）  | 村西利恵       | 「大丈夫! 大丈夫・・・知らんけど」                                                                                   |
| 5月19日（水曜日）  | 若田部克彦     | 「若田部のスポーツ はやし立てます!!」                                                                                |
| 5月19日（水曜日）  | 林弘典         | 「若田部のスポーツ はやし立てます!!」                                                                                |
| 5月25日（火曜日）  | 岡安譲         | 「おかやスポーツアワー」                                                                                             |
| 5月25日（火曜日）  | 藤本景子       | 「あなたと私の青春ソング」                                                                                           |
| 5月26日（水曜日）  | 大橋雄介       | 「50代の明日なき暴走～ろーとるアナのわがままアワー!!～」                                                             |
| 5月26日（水曜日）  | 吉原功兼       | 「吉原功兼の『ばりあつ』スポーツ!」                                                                                  |
| 6月1日（火曜日）   | 林弘典         | 「ハヤシ家の食卓」                                                                                                   |
| 6月1日（火曜日）   | 中島めぐみ     | 「ハヤシ家の食卓」                                                                                                   |
| 6月2日（水曜日）   | 豊田康雄       | 「50代の明日なき暴走～ろーとるアナのわがままアワー!!～」                                                             |
| 6月2日（水曜日）   | 大橋雄介       | 「50代の明日なき暴走～ろーとるアナのわがままアワー!!～」                                                             |
| 6月8日（火曜日）   | 関純子         | 「関純子のご昭和ねがいます」                                                                                         |
| 6月8日（火曜日）   | 豊田康雄       | 「いかすレコード天国!」                                                                                              |
| 6月9日（水曜日）   | 林弘典         | 「ホレたぜ!ZOKKON!!」                                                                                                |
| 6月9日（水曜日）   | 豊田康雄       | 「ホレたぜ!ZOKKON!!」                                                                                                |
| 6月15日（火曜日）  | 藤本景子       | 「あなたと私の青春ソング」                                                                                           |
| 6月15日（火曜日）  | 村西利恵       | 「大丈夫! 大丈夫・・・知らんけど」                                                                                   |
| 6月16日（水曜日）  | 若田部克彦     | 「若田部のスポーツ はやし立てます!!」                                                                                |
| 6月16日（水曜日）  | 林弘典         | 「若田部のスポーツ はやし立てます!!」                                                                                |
| 6月22日（火曜日）  | 豊田康雄       | 「50代の明日なき暴走～ろーとるアナのわがままアワー!!～」 スタジオゲスト：遠藤真理子（サックス奏者）                  |
| 6月22日（火曜日）  | 大橋雄介       | 「50代の明日なき暴走～ろーとるアナのわがままアワー!!～」 スタジオゲスト：遠藤真理子（サックス奏者）                  |
| 6月23日（水曜日）  | 岡安譲         | 「おかやスポーツアワー」                                                                                             |
| 6月23日（水曜日）  | 藤本景子       | 「あなたと私の青春ソング」                                                                                           |
| 6月29日（火曜日）  | 関純子         | 「関純子のご昭和ねがいます」                                                                                         |
| 6月29日（火曜日）  | 服部優陽       | 「○○好き服部優陽 只今参上!」                                                                                         |
| 6月30日（火曜日）  | 竹上萌奈       | 「あな・どら『極楽の湯』第2話」 （自身が脚本を手掛けた堀田主演のラジオドラマ）                                       |
| 6月30日（火曜日）  | 堀田篤         | 「堀田篤の友達になって下さい」 スタジオゲスト：藤川貴央（ラジオ大阪アナウンサー）                                    |
| 7月6日（火曜日）   | 豊田康雄       | 「50代の明日なき暴走～ろーとるアナのわがままアワー!!～」                                                             |
| 7月6日（火曜日）   | 大橋雄介       | 「50代の明日なき暴走～ろーとるアナのわがままアワー!!～」                                                             |
| 7月7日（水曜日）   | 若田部克彦     | 「若田部のスポーツ はやし立てます!!」                                                                                |
| 7月7日（水曜日）   | 林弘典         | 「若田部のスポーツ はやし立てます!!」                                                                                |
| 7月13日（火曜日）  | 藤本景子       | 「あなたと私の青春ソング」                                                                                           |
| 7月13日（火曜日）  | 村西利恵       | 「大丈夫! 大丈夫・・・知らんけど」                                                                                   |
| 7月14日（水曜日）  | 堀田篤         | 「堀田篤のこれほったけない」                                                                                         |
| 7月14日（水曜日）  | 林弘典         | 「あなたのお悩み、ハヤシが資格でまーるくまとめます!」                                                                |
| 7月20日（火曜日）  | 岡安譲         | 「おかやスポーツアワー」                                                                                             |
| 7月20日（火曜日）  | 杉本なつみ     | 「杉本なつみのかいこちゅうぶ」                                                                                       |
| 7月21日（水曜日）  | 堀田篤         | 「堀田篤のこれほったけない」                                                                                         |
| 7月21日（水曜日）  | 舘山聖奈       | 「舘山聖奈のガンバルノヒ!」                                                                                          |
| 7月27日（火曜日）  | 吉原功兼       | 「吉原功兼の『ばりあつ』スポーツ!」                                                                                  |
| 7月27日（火曜日）  | 新実彰平       | 「新実アナ!ほんまのとこ、どうなん?」                                                                                 |
| 7月28日（水曜日）  | 関純子         | 「関純子のご昭和ねがいます」                                                                                         |
| 7月28日（水曜日）  | 大橋雄介       | 「関純子のご昭和ねがいます」                                                                                         |
| 8月3日（火曜日）   | 豊田康雄       | 「いかすレコード天国!」                                                                                              |
| 8月3日（火曜日）   | 藤本景子       | 「あなたと私の青春ソング」                                                                                           |
| 8月4日（水曜日）   | 岡安譲         | 「おかやスポーツアワー」                                                                                             |
| 8月4日（水曜日）   | 杉本なつみ     | 「杉本なつみのかいこちゅうぶ」                                                                                       |
| 8月10日（火曜日）  | 豊田康雄       | 「いかすレコード天国!」                                                                                              |
| 8月10日（火曜日）  | 藤本景子       | 「康雄と景子の青春ソング」                                                                                           |
| 8月11日（水曜日）  | 堀田篤         | 「堀田篤のこれほったけない」                                                                                         |
| 8月11日（水曜日）  | 山本大貴       | 「山本大貴の実は、コレできんねん」                                                                                   |
| 8月17日（火曜日）  | 関純子         | 「関純子のご昭和ねがいます」                                                                                         |
| 8月17日（火曜日）  | 服部優陽       | 「○○好き服部優陽 只今参上!」                                                                                         |
| 8月18日（水曜日）  | 若田部克彦     | 「若田部のスポーツ ハヤシし立てます!!」                                                                              |
| 8月18日（水曜日）  | 林弘典         | 「若田部のスポーツ ハヤシし立てます!!」                                                                              |
| 8月24日（火曜日）  | 川島壮雄       | 「カンテレアナウンサー川島壮雄と服部優陽がとことん語りたい! 藤井風って何なんw」 電話ゲスト：wakana（ミュージシャン） |
| 8月24日（火曜日）  | 服部優陽       | 「カンテレアナウンサー川島壮雄と服部優陽がとことん語りたい! 藤井風って何なんw」 電話ゲスト：wakana（ミュージシャン） |
| 8月25日（水曜日）  | 藤本景子       | 「あなたと私の青春ソング」                                                                                           |
| 8月25日（水曜日）  | 村西利恵       | 「大丈夫! 大丈夫・・・知らんけど」                                                                                   |
| 8月31日（火曜日）  | 豊田康雄       | 「50代の明日なき暴走～ろーとるアナのわがままアワー!!～」                                                             |
| 8月31日（火曜日）  | 大橋雄介       | 「50代の明日なき暴走～ろーとるアナのわがままアワー!!～」                                                             |
| 9月1日（水曜日）   | 林弘典         | 「1/3とは言わせない!全部分かって!SIAM SHADE」                                                                        |
| 9月1日（水曜日）   | 吉原功兼       | 「1/3とは言わせない!全部分かって!SIAM SHADE」                                                                        |
| 9月7日（火曜日）   | 関純子         | 「関純子のご昭和ねがいます」 電話ゲスト：庄野俊哉（東海テレビアナウンサー）                                          |
| 9月7日（火曜日）   | 豊田康雄       | 「いかすレコード天国!」                                                                                              |
| 9月8日（水曜日）   | 堀田篤         | 「堀田篤のこれほったけない」                                                                                         |
| 9月8日（水曜日）   | 舘山聖奈       | 「舘山聖奈のガンバルノヒ」                                                                                           |
| 9月14日（火曜日）  | 藤本景子       | 「あなたと私の青春ソング」                                                                                           |
| 9月14日（火曜日）  | 豊田康雄       | 「いかすレコード天国!」                                                                                              |
| 9月15日（水曜日）  | 若田部克彦     | 「若田部のスポーツ はやし立てます!!」                                                                                |
| 9月15日（水曜日）  | 林弘典         | 「あなたのお悩み、ハヤシが資格でまーるくまとめます!」                                                                |
| 9月21日（火曜日）  | 藤本景子       | 「おかやスポーツアワー」 「おかやスイーツアワー」                                                                    |
| 9月21日（火曜日）  | 岡安穣         | 「おかやスポーツアワー」 「おかやスイーツアワー」                                                                    |
| 9月22日（水曜日）  | 堀田篤         | 「堀田篤のこれほったけない」                                                                                         |
| 9月22日（水曜日）  | 林弘典         | 「あなたのお悩み、ハヤシが資格でまーるくまとめます!」                                                                |
| 9月28日（火曜日）  | 藤本景子       | 「あなたと私の青春ソング」                                                                                           |
| 9月28日（火曜日）  | 村西利恵       | 「大丈夫! 大丈夫・・・知らんけど」                                                                                   |
| 9月29日（水曜日）  | 藤本景子       | 「景子と譲の思い出ソング」                                                                                           |
| 9月29日（水曜日）  | 岡安穣         | 「おかやスイーツアワー」                                                                                             |
| 10月5日（火曜日）  | 谷元星奈       | 「谷元星奈のやっちまったなぁ!」                                                                                      |
| 10月5日（火曜日）  | 豊田康雄       | 「いかすレコード天国!」                                                                                              |
| 10月6日（水曜日）  | 堀田篤         | 「堀田篤のこれほったけない」                                                                                         |
| 10月6日（水曜日）  | 林弘典         | 「あなたのお悩み、ハヤシが資格でまーるくまとめます!」                                                                |
| 10月12日（火曜日） | 岡安譲         | 「おかやスーパーヒッツアワーwithスイーツ」                                                                           |
| 10月12日（火曜日） | 杉本なつみ     | 「杉本なつみのかいこちゅうぶ」                                                                                       |
| 10月13日（水曜日） | 若田部克彦     | 「若田部のスポーツ はやし立てます!!」                                                                                |
| 10月13日（水曜日） | 林弘典         | 「あなたのお悩み、ハヤシが資格でまーるくまとめます!」                                                                |
| 10月19日（火曜日） | 藤本景子       | 「あなたと私の青春ソング」                                                                                           |
| 10月19日（火曜日） | 村西利恵       | 「大丈夫! 大丈夫・・・知らんけど」                                                                                   |
| 10月20日（水曜日） | 竹上萌奈       | 「あな・どら『極楽の湯』第3話」 （脚本と朗読を自身で担当したモノローグ風のラジオドラマ）                             |
| 10月20日（水曜日） | 堀田篤         | 「堀田篤のこれほったけない」                                                                                         |
| 10月27日（火曜日） | 藤本景子       | 「あなたと私の青春ソング」                                                                                           |
| 10月27日（火曜日） | 豊田康雄       | 「いかすレコード天国!」                                                                                              |
| 10月28日（水曜日） | 吉原功兼       | 「チルーくいこう、ミスチル」                                                                                         |
| 10月28日（水曜日） | 山本大貴       | 「チルーくいこう、ミスチル」                                                                                         |
| 11月2日（火曜日）  | 関純子         | 「関純子のご昭和ねがいます」                                                                                         |
| 11月2日（火曜日）  | 舘山聖奈       | 「舘山聖奈のガンバルノヒ」                                                                                           |
| 11月3日（水曜日）  | 藤本景子       | 「あなたと私の青春ソング」                                                                                           |
| 11月3日（水曜日）  | 岡安譲         | 「おかやスーパーヒッツアワーwithスイーツ」                                                                           |
| 11月9日（火曜日）  | 藤本景子       | 「あなたと私の青春ソング」                                                                                           |
| 11月9日（火曜日）  | 村西利恵       | 「大丈夫! 大丈夫・・・知らんけど」                                                                                   |
| 11月10日（水曜日） | 橋本和花子     | 「橋本和花子のコレ、ワカリマセン。」                                                                                 |
| 11月10日（水曜日） | 関純子         | 「関純子のご昭和ねがいます」                                                                                         |
| 11月16日（火曜日） | 吉原功兼       | 「谷元さん、これ聞いてちょうだい!」                                                                                  |
| 11月16日（火曜日） | 谷元星奈       | 「功兼さん、これ聞いてちょうだい!」                                                                                  |
| 11月17日（水曜日） | 堀田篤         | 「堀田篤のこれほったけない」                                                                                         |
| 11月17日（水曜日） | 林弘典         | 「あなたのお悩み、ハヤシが資格でまーるくまとめます!」 電話ゲスト：福島智之（東海テレビアナウンサー）                 |
| 11月23日（火曜日） | 豊田康雄       | 「50代の明日なき暴走～ろーとるアナのわがままアワー!!～」                                                             |
| 11月23日（火曜日） | 大橋雄介       | 「50代の明日なき暴走～ろーとるアナのわがままアワー!!～」                                                             |
| 11月24日（水曜日） | 堀田篤         | 「堀田篤のこれほったけない」                                                                                         |
| 11月24日（水曜日） | 舘山聖奈       | 「舘山聖奈の今夜は語りタイ!」                                                                                        |
| 11月30日（火曜日） | 豊田康雄       | 「いかすレコード天国!」                                                                                              |
| 11月30日（火曜日） | 藤本景子       | 「あなたと私の青春ソング」                                                                                           |
| 12月1日（水曜日）  | 若田部克彦     | 「若田部のスポーツ はやし立てます!!」                                                                                |
| 12月1日（水曜日）  | 林弘典         | 「あなたのお悩み、ハヤシが資格でまーるくまとめます!」                                                                |
| 12月7日（水曜日）  | 谷元星奈       | 「豊田さん、これ聞いてちょうだい!」                                                                                  |
| 12月7日（水曜日）  | 豊田康雄       | 「谷元さん、これ聞いてちょうだい!」                                                                                  |
| 12月8日（火曜日）  | 堀田篤         | 「堀田篤のこれほったけない」                                                                                         |
| 12月8日（火曜日）  | 林弘典         | 「あなたのお悩み、ハヤシが資格でまーるくまとめます!」                                                                |
| 12月14日（火曜日） | 藤本景子       | 「あなたと私の思い出ソング」                                                                                         |
| 12月14日（火曜日） | 岡安穣         | 「おかやスイーツアワー」                                                                                             |
| 12月15日（水曜日） | 若田部克彦     | 「若田部のスポーツ ハヤシし立てます!!」                                                                              |
| 12月15日（水曜日） | 林弘典         | 「あなたのお悩み、ハヤシが資格でまーるくまとめます!」                                                                |
| 12月21日（火曜日） | 豊田康雄       | 「50代の明日なき暴走～ろーとるアナのわがままアワー!!～」                                                             |
| 12月21日（火曜日） | 大橋雄介       | 「50代の明日なき暴走～ろーとるアナのわがままアワー!!～」                                                             |
| 12月22日（水曜日） | 堀田篤         | 「堀田篤の友達になって下さい」 スタジオゲスト：山本浩之（山本大貴の実父で元・関西テレビアナウンサー）                |
| 12月22日（水曜日） | 山本大貴       | 「山本大貴の、実はこれできんねん!」                                                                                  |
| 12月27日（火曜日） | 川島壮雄       | 「カンテレアナウンサー川島壮雄と服部優陽がとことん語りたい! 藤井風って何なんw」                                      |
| 12月27日（火曜日） | 服部優陽       | 「カンテレアナウンサー川島壮雄と服部優陽がとことん語りたい! 藤井風って何なんw」                                      |
| 12月28日（火曜日） | 堀田篤         | 「堀田篤のこれほったけない」                                                                                         |
| 12月28日（火曜日） | 関純子         | 「関純子のご昭和ねがいます」 スタジオゲスト：林はるか（チェリスト）                                                  |

| 2022年の放送日    | パーソナリティ                      | 冠企画・ゲスト |
| ----------------- | ----------------------------------- | --- |
| 1月4日（火曜日）  | 豊田康雄                            | 「いかすレコード天国!」 |
| 1月4日（火曜日）  | 藤本景子                            | 「あなたと私の青春ソング」 |
| 1月5日（水曜日）  | 橋本和花子                          | 「和花子のコレ、ワカリマセン。」 |
| 1月5日（水曜日）  | 舘山聖奈                            | 「舘山聖奈のガンバルノヒ!」 |
| 1月11日（火曜日） | 藤川貴央 （ラジオ大阪アナウンサー） | 「藤川貴央の直球インタビュー」 |
| 1月11日（火曜日） | 豊田康雄                            | 「いかすレコード天国!」 |
| 1月12日（水曜日） | 石田一洋                            | 「アナウンサーですが、占ってもいいですか?」 |
| 1月12日（水曜日） | 服部優陽                            | 「○○好き服部優陽、只今参上!」 |
| 1月18日（火曜日） | 藤本景子                            | 「あなたと私の青春ソング」 |
| 1月18日（火曜日） | 豊田康雄                            | 「いかすレコード天国!」 |
| 1月19日（水曜日） | 若田部克彦                          | 「若田部のスポーツ はやし立てます!!」 |
| 1月19日（水曜日） | 林弘典                              | 「あなたのお悩み、ハヤシが資格でまーるくまとめます!」                                                                                            |
| 1月25日（火曜日） | 藤本景子                            | 「あなたと私の青春ソング」 |
| 1月25日（火曜日） | 関純子                              | 「関純子のご昭和ねがいます」 |
| 1月26日（水曜日） | 堀田篤                              | 「堀田篤のこれほったけない」 |
| 1月26日（水曜日） | 林弘典                              | 「あなたのお悩み、ハヤシが資格でまーるくまとめます!」                                                                                            |
| 2月1日（火曜日）  | 豊田康雄                            | 「いかすレコード天国!」 |
| 2月1日（火曜日）  | 藤本景子                            | 「あなたと私の青春ソング」 |
| 2月2日（水曜日）  | 堀田篤                              | 「堀田篤のこれほったけない」 |
| 2月2日（水曜日）  | 林弘典                              | 「あなたのお悩み、ハヤシが資格でまーるくまとめます!」                                                                                            |
| 2月8日（火曜日）  | 豊田康雄                            | 「50代の明日なき暴走～ろーとるアナのわがままアワー!!～」                                                                                         |
| 2月8日（火曜日）  | 大橋雄介                            | 「50代の明日なき暴走～ろーとるアナのわがままアワー!!～」                                                                                         |
| 2月9日（水曜日）  | 橋本和花子                          | 「和花子のコレ、ワカリマセン。」 |
| 2月9日（水曜日）  | 関純子                              | 「関純子のご昭和ねがいます」 スタジオゲスト：龍真咲                                                                                              |
| 2月15日（火曜日） | 川島壮雄                            | 「カンテレアナウンサー川島壮雄と服部優陽がとことん語りたい! 藤井風って何なんw」 スタジオゲスト：ロナウドゥ（藤井の物真似を披露しているYouTuber） |
| 2月15日（火曜日） | 服部優陽                            | 「カンテレアナウンサー川島壮雄と服部優陽がとことん語りたい! 藤井風って何なんw」 スタジオゲスト：ロナウドゥ（藤井の物真似を披露しているYouTuber） |
| 2月16日（水曜日） | 若田部克彦                          | 「Jリーグ開幕スペシャル」 スタジオゲスト：西川大介 ・小田尚史                                                                                    |
| 2月16日（水曜日） | 林弘典                              | 「Jリーグ開幕スペシャル」 スタジオゲスト：西川大介 ・小田尚史                                                                                    |
| 2月22日（火曜日） | 豊田康雄                            | 「いかすレコード天国!」 |
| 2月22日（火曜日） | 藤本景子                            | 「あなたと私の青春ソング」 |
| 2月23日（水曜日） | 堀田篤                              | 「堀田篤のこれほったけない」 |
| 2月23日（水曜日） | 林弘典                              | 「あなたのお悩み、ハヤシが資格でまーるくまとめます!」                                                                                            |
| 3月1日（火曜日）  | 藤本景子                            | 「星奈と私の青春ソング」 |
| 3月1日（火曜日）  | 谷元星奈                            | 「藤本さん、これ聞いてちょうだい!」 |
| 3月2日（水曜日）  | 舘山聖奈                            | 「舘山聖奈の今夜は語りタイ!」 |
| 3月2日（水曜日）  | 堀田篤                              | 「堀田篤のこれほったけない」 |
| 3月8日（火曜日）  | 中島めぐみ                          | 「ハヤシ家の食卓」 |
| 3月8日（火曜日）  | 岡安譲                              | 「おかやスポーツアワー」 |
| 3月9日（水曜日）  | 堀田篤                              | 「堀田篤の友達になって下さい」 スタジオゲスト：和田麻実子（ラジオ大阪アナウンサー）                                                              |
| 3月9日（水曜日）  | 林弘典                              | 「あなたのお悩み、ハヤシが資格でまーるくまとめます!」                                                                                            |
| 3月15日（火曜日） | 豊田康雄                            | 「いかすレコード天国!」 |
| 3月15日（火曜日） | 藤本景子                            | 「あなたと私の青春ソング」 |
| 3月16日（水曜日） | 橋本和花子                          | 「和花子のコレ、ワカリマセン。」 |
| 3月16日（水曜日） | 堀田篤                              | 「堀田篤の友達になって下さい」 |
| 3月22日（火曜日） | 川島壮雄                            | 「カンテレアナウンサー川島壮雄と服部優陽がとことん語りたい! 藤井風って何なんw」                                                                  |
| 3月22日（火曜日） | 服部優陽                            | 「カンテレアナウンサー川島壮雄と服部優陽がとことん語りたい! 藤井風って何なんw」                                                                  |
| 3月23日（水曜日） | 若田部克彦                          | 「若田部のスポーツ はやし立てます!!」 |
| 3月23日（水曜日） | 林弘典                              | 「あなたのお悩み、ハヤシが資格でまーるくまとめます!」                                                                                            |
| 3月29日（火曜日） | 豊田康雄                            | 「50代の明日なき暴走～ろーとるアナのわがままアワー!!～」 スタジオゲスト：海蔵亮太                                                                |
| 3月29日（火曜日） | 大橋雄介                            | 「50代の明日なき暴走～ろーとるアナのわがままアワー!!～」 スタジオゲスト：海蔵亮太                                                                |
| 3月30日（水曜日） | 関純子                              | 「関純子のご昭和ねがいます」 スタジオゲスト：植田洋子（関西テレビ元・アナウンサーの山室洋子）                                                    |
| 3月30日（水曜日） | 舘山聖奈                            | 「舘山聖奈のガンバルノヒ!」 |

## 企画
1. 1 2  私蔵しているレコード（アルバム盤）から自身が選んだ楽曲を流すとともに、その楽曲にまつわるエピソードなどを紹介する企画。
2. 1 2  藤本から「青春時代」に関するテーマを提示したうえで、そのテーマに見合った楽曲のリクエストとエピソードを、電子メールとハガキで募集する企画。
3. ↑  現役のスポーツアナウンサーである吉原が、スポーツ中継でのエピソードを熱弁する企画。
4. 1 2  堀田が親交を深めたい人物をゲストに招いてのトーク企画。
5. ↑  2人とも学生時代からのSIAM SHADEファンであることにちなんだプレゼン企画。
6. 1 2  かつて『FNNスーパーニュースアンカー』でリポートを担当していた「それではみなさんご昭和願います」（生中継企画）のラジオ版で、自身が育った昭和時代の思い出、昭和時代の最後（昭和63年＝1988年）に入社した関西テレビでのエピソード、「令和時代に復活させたい」と個人的に願っている昭和時代の日本の風習などを披露。
7. 1 2  豊田・大橋を中心に2010年頃から「ロートルズ」というアマチュアバンドを組んでいることを背景に、好きな洋楽を流しながら、「ロートルズ」での演奏のエピソードなどを思いのままに語り合う企画。
8. ↑  趣味の一部（○○）をテーマに、感銘を受けた作品（アニメーション映画など）の魅力などを相手のアナウンサーに熱弁するプレゼン企画。自身の名前（服部）と企画名にちなんで、『忍者ハットリくん』（テレビアニメ版のテーマソング）をオープニングで流しているほか、相手のアナウンサーにプレゼン内容の評価を仰いでいる。
9. ↑  2020年から3度目の結婚生活へ入ったことを公言している村西が、リスナーから寄せられた悩みの相談に答える企画。企画名の「知らんけど」は関西弁で、「（自分の答えをきっかけに相談者が）悩みをうまく解消できることまでは保証できないが、たぶん大丈夫だろう」という気楽なニュアンスを込めている。
10. 1 2  主にスポーツアナウンサーとして活動している若田部が、林と共にスポーツと音楽の話題を語り尽くす企画。林にちなんで、企画のタイトルに「はやし」という言葉を入れている。
11. 1 2  自身の身辺に起こった出来事から、「ほっとけない（放っておけない）」と感じたことを語る企画。企画名に自身の苗字（堀田＝ほった）と「ほっとけない」を重ねているほか、『ほっとけないよ』（楠瀬誠志郎の楽曲）をオープニングに流している。
12. 1 2  関西テレビへの入社後にファイナンシャルプランナー・気象予報士・社会保険労務士・防災士といった資格を相次いで取得したことを背景に、上記の資格の対象分野に関して、リスナーから寄せられた相談に応じる企画。企画名は、『バラエティー生活笑百科』（NHK大阪放送局の制作で2022年3月まで放送されている NHK総合テレビの法律相談バラエティ番組）第2代相談室長の笑福亭仁鶴（2021年8月17日に永眠）による「四角い（顔の）仁鶴がまぁ～るく収めまっせぇ」という口上に、林の「資格」を重ねている。
13. 1 2  エアロビクスダンスが趣味で、競馬中継の実況を中心にスポーツアナウンサーとして活動している「オカヤス」（岡安）が、個人的に好きなスポーツ（フィギュアスケートなど）について時間の許せる限り語る企画。
14. ↑  同僚にして夫婦でもある林と中島が、家庭での生活で気になっていることや、思い出の楽曲について語り合う企画。
15. ↑  愛して止まないアーティストの楽曲を、テーマ別に紹介し合う企画。タイトルの「ホレたぜ!」は「ホレたぜ!乾杯」（近藤真彦の楽曲）、「ZOKKON」は「ZOKKON 命」（シブがき隊の楽曲）に由来する。
16. ↑  杉本が今までに聴いてきた楽曲から、「改めて聴いても良い」と感じた楽曲を紹介する企画。タイトルに入っている「かいこ」は、「回顧」を意味する。
17. 1 2  関西テレビへの入社2年目で当番組への出演を始めた舘山が、アナウンサーとしての幅を広げるべく、ジャンルを問わずさまざまな課題に挑戦する企画。
18. ↑  担当番組から私生活に至るまで、放送内ではなかなか聞けない「ほんまのとこ」（本当のところ）について、コンビを組むアナウンサーが聞いていく企画。
19. ↑  「学生時代に得意だったバック転が、関西テレビへの入社後に全くできなくなった」という山本が、他人に自慢できるような新しい特技を身に付けるべく、ギネス世界記録の対象になっている課題に挑戦する企画。
20. 1 2  2人とも藤井風（シンガーソングライター）のファンであることにちなんだ合同企画で、タイトルの「何なんw」は藤井のメジャーデビューシングルのタイトルに由来。
21. ↑  「スイーツ博士」という異名を持つ「オカヤス」（岡安）が、個人的にお勧めしたいスイーツをスタジオで試食しながら、収録の時点で最新のスイーツ事情を語る企画。
22. ↑  藤本が放送上2日連続で出演したことを背景に、「あなたと私の青春ソング」を岡安との楽曲リクエストにアレンジ。
23. ↑  リスナーが思わず「やっちまったなぁ!」と後悔したエピソードや失敗談を募集したうえで、自身の失敗談を交えながら一部を紹介する企画。
24. ↑  岡安の独断と偏見で、「クール」な（かっこよく聞こえる）楽曲をお勧めのスイーツ情報と合わせて紹介する企画。
25. 1 2  出演開始の時点でアナウンサー・社会人1年生の橋本が、新人が故に「ワカラナイ」（分からない）関西テレビ社内での話や、日常生活で「ワカラナイ」ことをコンビを組む先輩アナウンサーに相談する企画。
26. 1 2  企画タイトルの「タイ」は、関西テレビへの入社前（青山学院大学への在学中）にタイ王国へ留学していたことに由来。
27. ↑  コンビを組む関西テレビのアナウンサーから、アナウンサーを志すきっかけなどを根掘り葉掘り訊き出す企画。
28. ↑  事実を正確に伝えることを職務として求められているアナウンサーでありながら、占いの結果を理由に、不確実なことも含めて好き勝手に語る企画。企画のタイトルは、関西テレビがフジテレビとの同時ネットで放送している『突然ですが占ってもいいですか?』（星ひとみが著名人の運勢を「天星術」で占うフジテレビ制作のバラエティ番組）にちなんでいる。
29. ↑  若田部・林ともDAZNでの配信向けを中心にJリーグ中継の実況を随時担当していることを背景に、2022年シーズンの開幕を放送週末の2月19日（土曜日）に控えたJ1リーグの展望を、セレッソ大阪を中心に語る企画。